# Kruidvat
Kruidvat is een keten van discount drogisterijen. Er zijn een kleine 1300 vestigingen in Nederland en België. De voormalige Kruidvat Holding is eigendom van de Hongkong-Chinese detailhandelsdivisie A.S. Watson Group van Hutchison Whampoa Limited (HWL), dat weer voor 75% eigendom is van Cheung Kong (Holdings) Limited en 25% van Temasek Holdings.
Het hoofdkantoor voor de Benelux is gevestigd in Renswoude. Het distributiecentrum staat in Heteren. Er is ook een kantoor in Antwerpen. In 2018 opende Kruidvat een E-distributiecentrum voor internetaankopen in Ede.

## Geschiedenis
Kruidvat is van oorsprong een Nederlands bedrijf dat in 1975 werd opgericht door Dick Siebrand en Ed During. De Kruidvat Holding omvatte in Nederland Kruidvat, ICI Paris XL en Trekpleister, in België eveneens Kruidvat en ICI Paris XL, en in het Verenigd Koninkrijk Superdrug. Ook had de holding een 50%-belang in de Duitse drogisterijketen Rossmann in Polen, Hongarije en Tsjechië.
Op het moment van overname in 2002 door Watson - dat tevens eigenaar was van de Britse discountdrogisterijketen Savers - had Kruidvat Holding meer dan 1900 winkels in Europa en meer dan 24.000 medewerkers in dienst. De toenmalige eigenaar, de familie De Rijcke, ontving een bedrag van 1,3 miljard euro voor de onderneming. Een gedeelte van dat geld bracht de familie onder in een fonds dat projecten in ontwikkelingslanden steunt.

## Overige artikelen
Kruidvat had in het verleden aanbiedingen van laag geprijsde cd's en boeken. Meestal ging het daarbij om het opnieuw uitbrengen van al bestaand materiaal, maar het bedrijf bracht ook nieuwe opnamen uit. Bijvoorbeeld de Brilliant Classics, een reeks klassieke cd's met onder meer werken van Schütz en Gesualdo, een complete reeks klavecimbelsonates van Domenico Scarlatti en complete reeksen van Mozart en Bach met veel nieuwe opnamen. Na 2000 was Kruidvat ook een tijdlang actief met het uitbrengen van nieuwe, niet eerder gepubliceerde boeken, bijvoorbeeld van Herman Brusselmans, Louise Fresco, Renate Dorrestein en Carry Slee.

## Trivia
- De vaste slagzin van Kruidvat is: Steeds verrassend, altijd voordelig!. Hadewych Minis is sinds 2009 de stem in die reclames.
- Kruidvat verkocht in 2017 een tekenboek met een kleurplaat van Adolf Hitler erin. Na onrust op social media haalde de winkelketen het boek uit de handel. Volgens Kruidvat was de afbeelding tijdens meerdere controles "over het hoofd gezien".[4]